# Битва за Цзаоян и Ичан
Битва за Цзаоян и Ичан (кит. трад. 棗宜會戰, упр. 枣宜会战, пиньинь Zǎoyí Huìzhàn) — наступление, проведенное в 1940 году японской императорской армией против китайской национально-революционной армии во время японо-китайской войны (1937—1945).

## Ход битвы
Весной 1940 года японское командование решило перенести линию фронта на Янцзы, чтобы выйти к Чунцину, где находилось правительство Китайской республики, и положить конец затягивающемуся сопротивлению Китая. Эта операция требовала захвата города Ичан в провинции Хубэй, который представлял собой стратегический пункт, и который японцы надеялись превратить в авиабазу, с которой можно было бы проводить бомбардировки Чунцина.

### Японские войска
- 11-я армия — командир Ваитиро Сонобэ (80 000 человек).
- 3-я, 13-я, 39-я пехотные дивизии.
- Отряд Икэды (6-я пехотная дивизия и 3 пехотных батальона).
- Отряд Огавы (34-я пехотная дивизия и 2 пехотных батальона).
- Отряд Ёсиды (смешанные пехотные батальоны, артиллерийский полк и полк зенитной артиллерии).
- 6-я танковая бригада, 7-й, 13-й танковые полки, тяжелая полевая артиллерия.
- 13-я армия, 15-я дивизия, 4 пехотных батальона Курахаси.
- Отряд Мацуи (22-я пехотная дивизия, 3 пехотных батальона)
- Отряд Ханган.
- 3-я авиационная дивизия.

### Китайские войска
- 50-я армия — командир Ли Цзунжэнь (350 000 человек)
- 30-я и 68-я армии — командир Жэнь.
- 11-я армейская группа — командир Хуан Цисян (zh:黃琪翔) (84-я и 92-я армии)
- 22-я армейская группа — командир Сунь Чжэнь (ja:孫震) (41-я и 45-я армии)
- 29-я армейская группа — командир Ван Цзуаньсюй (ja:王纉緒) (44-я и 67-я армии)
- 31-я армейская группа — командир Тан Эньбо (13-я и 85-я армии)
- 33-я армейская группа — Чжан Цзычжун (37-я, 55-я и 77-я армии)

В мае японская армия вторглась в Хубэй. Наступление проходило в два этапа.

### Первый этап
Первый этап длился с 1 мая до конца мая с целью окружить китайские войска. Центром операции были Суйсянь, Цзаоян и Сянъян. 1 мая японская армия начала наступление из районов Синьяна и Чжунсяна на Танхэ и Цзаоян, встретив сопротивление 2-й, 11-й, 31-й и 33-й китайских групп армий.
На правом крыле 3-я дивизия (усиленная отрядом Исимото из 40-й дивизии, двумя танковыми полками и инженерным полком) начала наступление со стороны Синьяна на Биян и в тот же день прорвала фронт 2-й группы армий. На левом крыле 13-я дивизия также начала атаку из Чжунсяна и в тот же день прорвала фронт 33-й группы армий. После прорыва японские войска двинулись с флангов, направляясь прямо на Цзаоян. 4 мая 39-я японская дивизия (усиленная отрядом Икеэды) перешла в наступление на центральном участке и сразу же прорвала фронт 11-й группы армий. Японские войска быстро продвинулись вперед, продвигаясь со скоростью от 30 до 40 километров в день. 7 мая 3-я дивизия заняла Танхэ, 13-я дивизия двинулась на север к Ванцзи, а 39-я дивизия прибыла в Суйяндянь, образовав окружение Цзаояна. 8 мая пал Цзаоян.
10-го числа войска 5-го военного района предприняли контрнаступление, окружив город с севера, запада и юга. Вечером 11 мая японские войска оставили Цзаоян и отступили к югу от него. Китайская армия преследовала японскую армию, и её 33-й группа армий генерала Чжан Цзычжуна подошла к горам Дахуншань. Этим воспользовалось командование 11-й армии, которое 12 мая направило 13-ю и 39-ю дивизии, а также отряд Икэды на юг, чтобы уничтожить армию группы Чжан Цзычжуна. 16 мая 39-я дивизия, узнав из перехваченной радиограмме о месторасположении штаба 33-й группы армий, внезапно атаковала и уничтожила его. Генерал Чжан Цзычжун был убит.
16 мая японские войска вернули Цзаоян. Войска 5-го военного района снова начали контрнаступление и к 19 мая подошли к городу. В результате контрудара китайские войска были отбиты от Цзаояна и отступили на северо-запад. До 21 мая японцы преследовали, при этом некоторые их части продвинулись до Лаохэкоу — место расположения штаба 5-го военного района. Так как линии снабжения оказались растянутыми, японская армия прекратила преследование и начала подготовку к форсированию реки Ханьшуй.

### Второй этап
Основными целями второго операции были зачистка оставшихся войск противника в горном хребте Дахуншань, вторжение в Ичан и обеспечение безопасности сектора Суйсяня.
В ночь на 31 мая 3-я и 39-я дивизии начали форсирование реки Ханьшуй под прикрытием артиллерийского огня. 1 июня обе дивизии заняли Сянъян и начали движение на юг. 4 июня 13-я дивизия, отряд Икэды форсировали реку Ханьшуй с юга и начали движение на запад в сторону Ичана. 11-я армия решила объединить северный и южный корпуса и окружить и уничтожить китайскую армию в районе Данъяна, к востоку от Ичана. Японская армия продвигалась вперед, уничтожив базы китайской армии в Цзинчжоу и Шаши. Японцы сопровождали наступление серией интенсивных воздушных бомбардировок и добилась частичного успеха, хотя на стороне китайцев сражались советские лётчики.
9 июня 13-я дивизия прорвала позиции противника к юго-востоку от Данъяна, разгромила китайскую армию и подошла с юга к Ичану. Тем временем продвижение 3-й дивизии было заблокировано 2-й китайской армией, упорно сопротивлявшейся у входа в дефиле севернее Ичана. Вечером 11 июня 13-я дивизии начала бои за Ичан и на следующий день полностью захватили город. Поскольку цель операции была достигнута, 11-я армия решила вернуть свои части на исходные позиции. Вечером 16 июня 13-я дивизия начала выходить из города и к 01:00 17-го числа отступила из окрестностей Ичана.
В то время генеральный штаб в Токио решил, что продолжение оккупации Ичана было необходимо не только как базы, с которой можно было бомбить Чунцин и другие города Китая, но и для пропагандистского эффекта, который это будет иметь на иностранные государства, поэтому он приказал вернуть город. 13-я дивизия немедленно повернула назад и снова заняла Ичан, вытеснив вернувшиеся китайские войска.

## Фотографии сражения

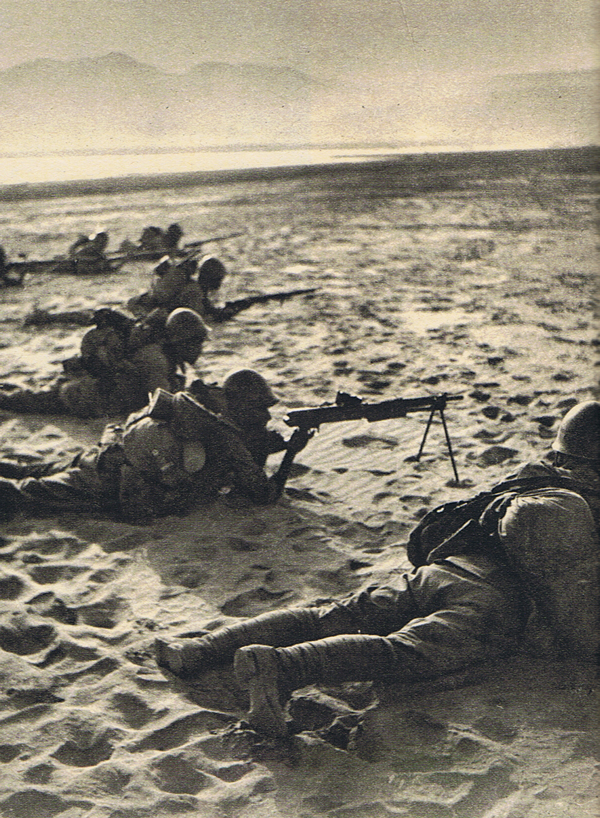
Солдаты 18-й японской дивизии на правом берегу реки Ханьшуй. 31 мая 1940
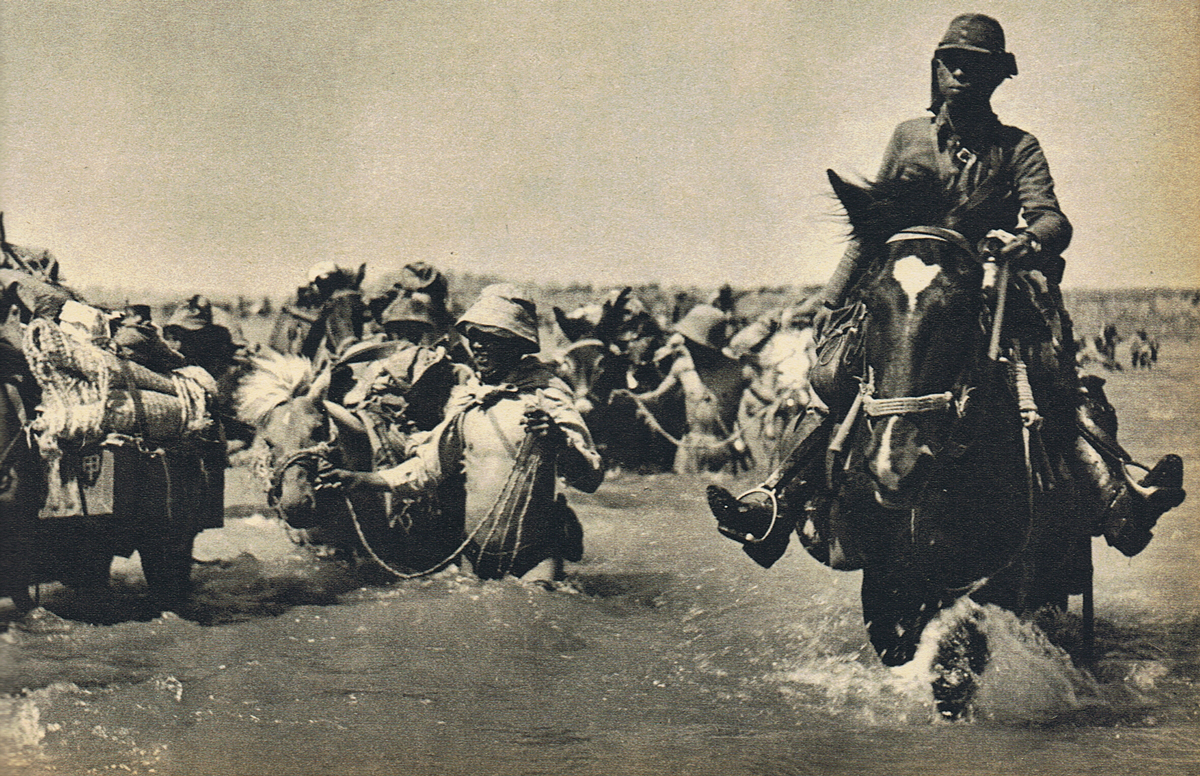
Офицеры и солдаты 6-го японского пехотного полка на марше на Ичан. 8 мая 1940
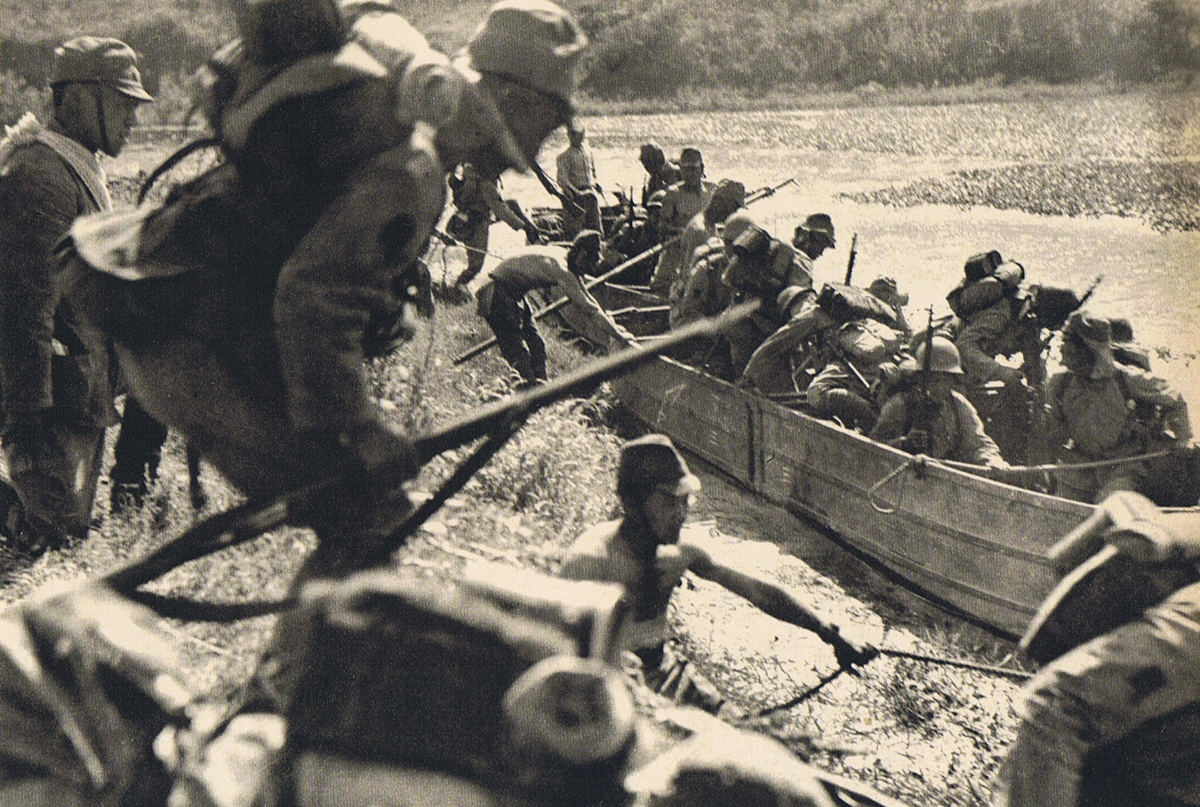
Японский отряд "Икэда" пересекает Ханьшуй в наступлении к Цзаояну и Шаши. 5 июня 1940
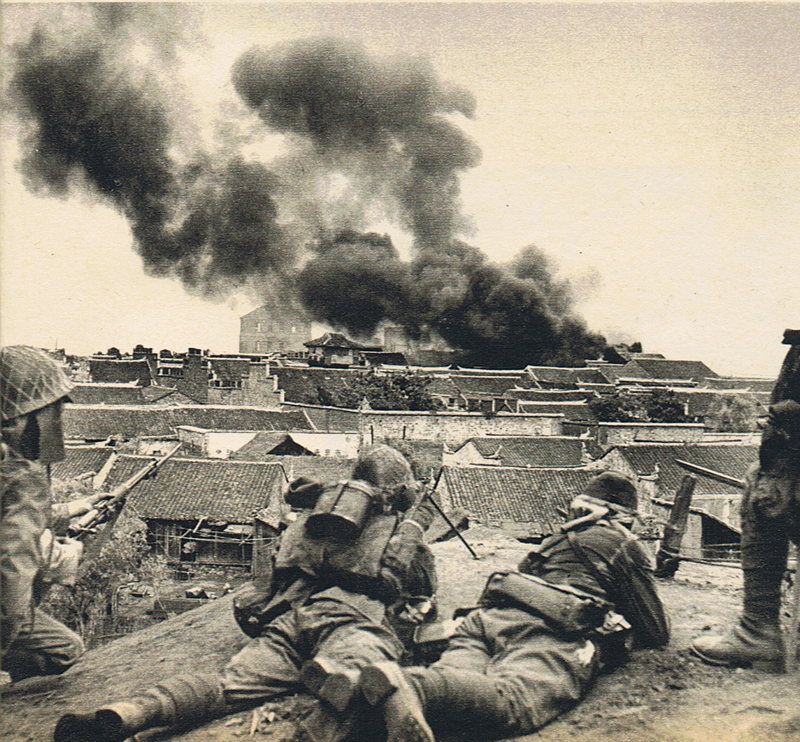
Японские солдаты 2-го батальона 23-го пехотного полка в бою за Шаши. 8 июня 1940

## Видео
- Оккупация Шаши
- Оккупация Ичана